# Hemming de Frisia
No confundir con su tío Hemming Halfdansson
Hemming fue un caudillo vikingo del siglo IX, probablemente de origen danés, conde de Rüstringen en Frisia oriental. Él y algunos miembros de su familia se instalaron en la región amparados por el emperador Lotario I.
Hemming era hijo de uno de los hermanos del rey Harald Klak (m. 852), posiblemente Anulo (m. 812). Es probable que Rorik de Dorestad fuese entonces su tío, como también lo pudo ser Harald el Joven (m. 842) y primo de otro famoso caudillo, Godofredo Haraldsson.